# Izaskun Bilbao
María Izaskun Bilbao Barandica (ur. 27 marca 1961 w Bermeo) – hiszpańska i baskijska polityk, w latach 2005–2009 przewodnicząca regionalnego parlamentu w Bilbao, deputowana do Parlamentu Europejskiego VII, VIII i IX kadencji.

## Życiorys
Ukończyła w 1985 studia licencjackie z dziedziny prawa na Uniwersytecie Deusto. Pracowała w administracji regionalnej, m.in. od 1996 do 1998 jako dyrektor ds. usług w baskijskich ministerstwach spraw wewnętrznych oraz kultury. Była radną w rodzinnym Bermeo (1987–1991). W 1998 została wybrana do parlamentu Kraju Basków z listy PNV. Siedem lat później objęła funkcję przewodniczącej zgromadzenia, którą sprawowała do 2009. W tym samym roku otwierała listę PNV w wyborach regionalnych w okręgu Vizcaya. Również w 2009 z powodzeniem wystartowała z list Koalicji dla Europy, uzyskując jeden z dwóch mandatów poselskich w Parlamencie Europejskim. W 2014 i 2019 z powodzeniem ubiegała się o europarlamentarną reelekcję.